# Инцидент с вертолётами Black Hawk в Ираке (1994)
Инцидент с двумя вертолётами UH-60 Black Hawk — случай «дружественного огня», произошедший 14 апреля 1994 года в небе над Северным Ираком в ходе военно-гуманитарной операции «Утешение» (англ. Provide Comfort). Пилоты двух истребителей F-15 ошибочно приняли два вертолёта UH-60 Black Hawk армии США за иракские Ми-24. В результате атаки ракетами «воздух-воздух» оба вертолёта были уничтожены, погибли 26 человек, включая военных и гражданских лиц из США, Великобритании, Франции, Турции и курдской общины.
Последующее расследование ВВС США выявило ряд причин, приведших к катастрофе. Пилотов F-15 обвинили в ошибке идентификации противника. Кроме того, действия членов экипажа самолёта АВАКС, осуществлявших наведение истребителей на цель и контроль, были признаны ненадлежащими. Система радиолокационного опознавания «свой-чужой» на обоих вертолётах работала некорректно, поэтому бортовое приёмопередающее устройство не смогло ответить на запрос вылетевших на перехват истребителей F-15. Кроме того, командование ВВС не смогло обеспечить слаженность участия вертолётов в общей воздушной операции «Утешение» на территории бесполётной зоны. В результате расследования несколько офицеров ВВС США получили административные взыскания. Один член экипажа самолёта АВАКС, Джим Ванг, предстал перед военным судом, в котором он был оправдан.
После жалоб членов семей погибших на не удовлетворявшие их меры наказания для виновных Сенат и Палата представителей США провели собственные расследования причин трагедии. Начальник штаба воздушных сил США Рональд Фоглиман принял ряд дополнительных мер по административному наказанию сотрудников ВВС, причастных к инциденту. Впоследствии Министерство обороны США отклонило повестки Сената, в соответствии с которыми четыре офицера ВВС должны были бы давать показания перед сенатской комиссией по расследованию. Расследование Конгресса США, проводившееся в том числе Счётной Палатой США, установило, что военное следствие и судебные органы работали в целом без нарушений.

## Предыстория

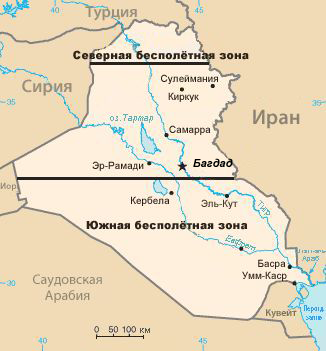
Карта бесполётных зон на территории Ирака. Операция «Утешение» проходила в северной бесполётной зоне

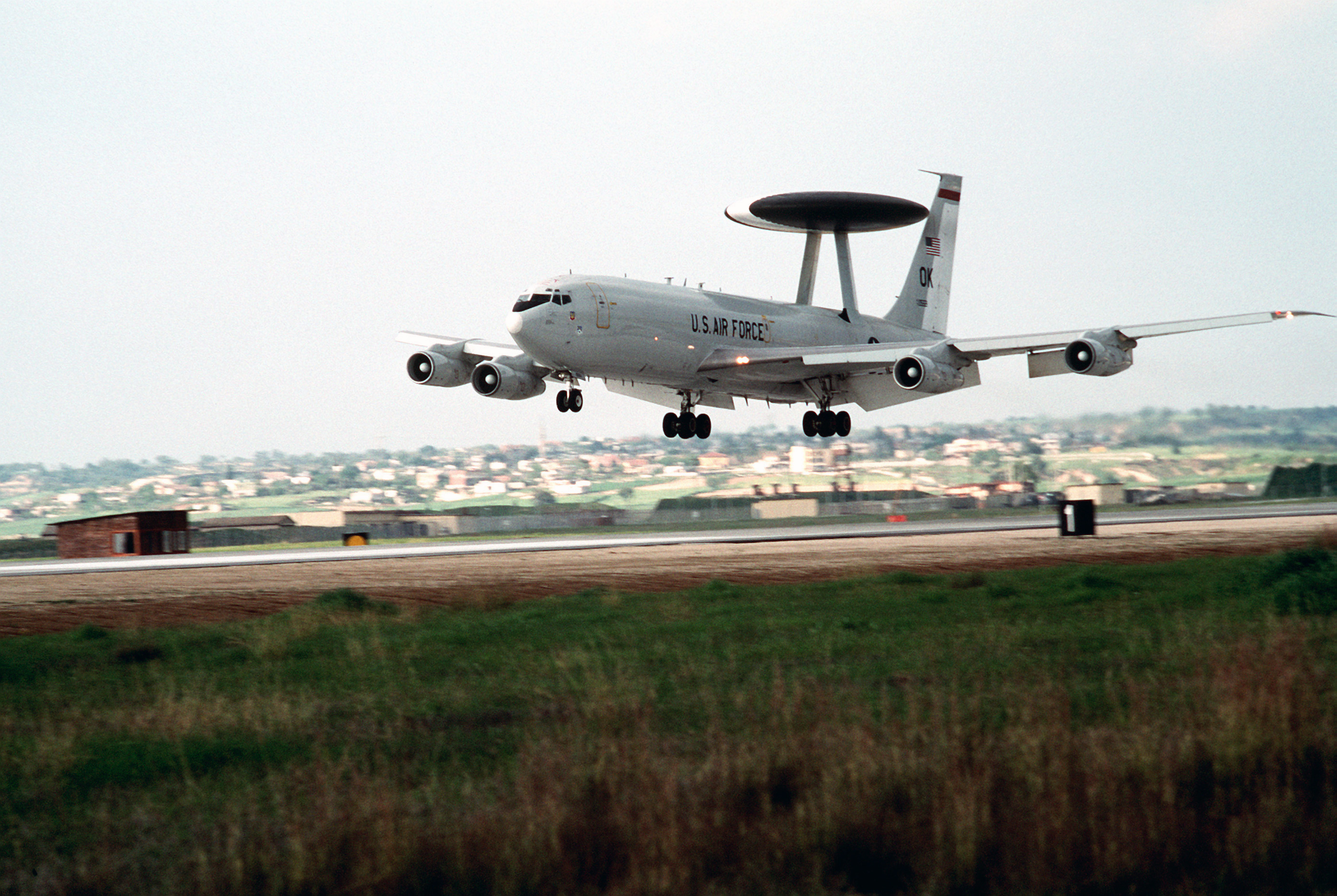
Самолёт АВАКС E-3 Sentry во время операции «Утешение»

После поражения Ирака в ходе войны в Персидском заливе (январь—февраль 1991) в стране начались восстания курдов и шиитов. Оба восстания были подавлены правительством Саддама Хусейна с применением военной силы. Действия иракской армии в северных районах страны привели к гуманитарной катастрофе: к началу апреля в соседние страны прибыло более 1 млн курдских беженцев. Те беженцы, которые не покинули Ирак, оказались в чрезвычайно трудных условиях; отсутствие еды, воды и холодная зима привели к массовой смертности. Эта ситуация привлекла внимание международной общественности. 5 апреля Совет Безопасности ООН принял резолюцию № 688, в которой осудил репрессии против гражданского населения в Ираке и призвал все государства-члены ООН и гуманитарные организации принять участие в усилиях по оказанию гуманитарной помощи беженцам. После принятия этой резолюции, для того, чтобы воспрепятствовать использованию иракской авиации против курдов, США, Великобритания, Франция, Австралия, Нидерланды объявили о создании так называемой бесполётной зоны, граница которой была установлена по 36-й параллели. Появление самолётов и вертолётов ВВС Ирака в этом районе было запрещено.
Первая фаза операции «Утешение» под руководством генерала Джона Шаликашвили продолжалась с апреля по июль 1991 года. В ходе этой фазы сооружались лагеря для беженцев, контролировалось распределение гуманитарной помощи и обеспечивалась безопасность курдского населения. Вторая фаза операции проводилась с июля 1991 по декабрь 1996 года и носила главным образом военный характер. Авиация США, Великобритании и Франции осуществляла патрулирование северной бесполётной зоны для «демонстрации силы», чтобы Саддам Хусейн не попытался возобновить репрессии против курдов.
В апреле 1994 года командование операцией принял бригадный генерал ВВС США Джеффри Пилкингтон. Командующим объединёнными ВВС был полковник Кертис Эмери. Полковник Дуглас Ричардсон занимал пост начальника оперативного управления ВВС.

## Хронология событий
14 апреля 1994 года в 07:36 по местному времени самолёт дальнего радиолокационного обнаружения E-3 Sentry взлетел с авиабазы ВВС США Инджирлик. Самолёт АВАКС с экипажем из 19 человек под командованием майора Лоуренса Трейси должен был обеспечить радиолокационное обнаружение угроз и контроль воздуха для всех воздушных судов, задействованных в операции «Утешение». В 08:45 E-3 достиг высоты патрулирования в 9000 метров, находясь на территории Турции к северу от иракской границы. Погода в тот день над севером Ирака была ясная и безоблачная.
В 8:22 два вертолёта UH-60 Black Hawk 159-го авиаполка Армии США взлетели из турецкого Диярбакыра (недалеко от авиабазы Пиринчлик). Ведущий вертолёт был выпущен в 1988 году, имел бортовой номер 88-26060 и серийный 701278, ведомый был изготовлен и принят на службу в 1987 году, имел бортовой номер 87-26000 и серийный 701200. Позывные вертолётов были Chalk 1 и Chalk 2. Они направились к координационному центру военно-гуманитарной операции, расположенному в 240 км от иракского города Заху. Оба вертолёта были оснащены двумя подвесными топливными баками объёмом 870 литров каждый. На боковых дверях, топливных баках, носовой части и нижней поверхности вертолёта были нанесены изображения американского флага. Пилотом ведущего «Чёрного ястреба» был капитан Армии США Патрик Маккенна.
В 09:21 пилоты вертолётов по радиосвязи сообщили о входе в бесполётную зону, оператор наведения АВАКС лейтенант Джозеф Халкли принял это сообщение. Спустя шесть минут вертолёты сели в назначенном месте. Халкли и его начальник, капитан Джим Ванг, старший офицер боевого управления системы АВАКС, присвоили метки «свой вертолёт» на своих индикаторах РЛС и удостоверились, что оба вертолёта выдают сигналы режима I и режима II системы опознавания «свой-чужой», а затем, после посадки вертолётов на площадке координационного центра в 09:24 и пропадания отметок с экранов индикаторов, отключили отображение этих меток. Несмотря на то, что ответчики обоих вертолётов Black Hawk выдавали неправильный код режима I системы «свой-чужой» для пребывания в бесполётной зоне (так называемой тактической зоне ответственности), ни Ванг, ни Халкли не сообщили об этом их пилотам (впрочем, выдаваемые обоими вертолётами коды режима II были правильными). Ванг и Халкли также не сочли нужным дать пилотам «Чёрных ястребов» указание перейти с частоты радиообмена при полёте по маршруту на частоту тактической зоны ответственности.

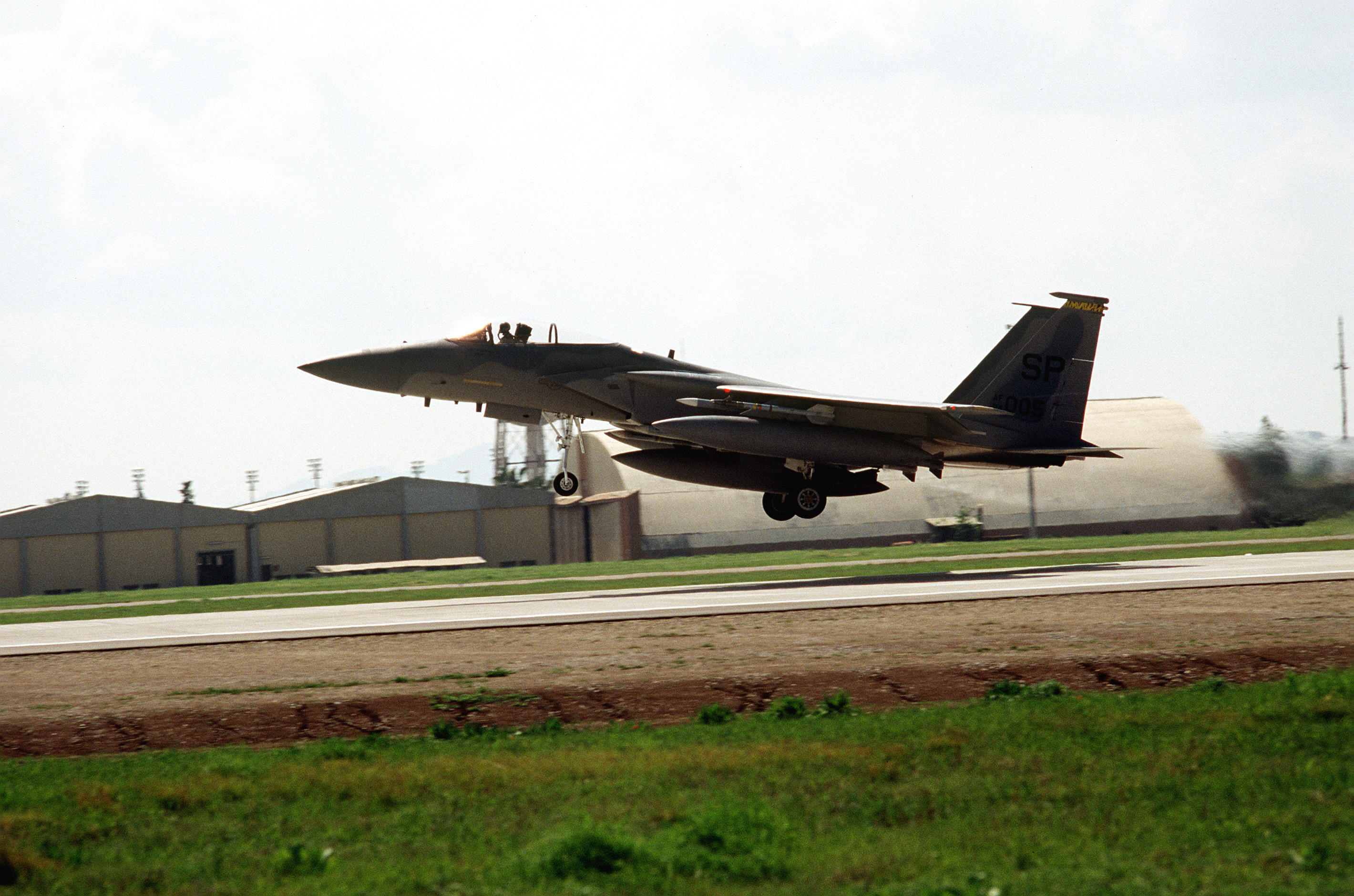
Истребитель F-15 взлетает с авиабазы Инджирлик

В координационном центре вертолёты приняли на борт 16 человек из числа сотрудников ООН, обеспечивавших проведение операции «Утешение». Среди них были четыре представителя курдской общины, один представитель Халдейской католической церкви, один французский, три турецких и два британских военных офицера, а также пять американцев. В 9:54 вертолёты взлетели и взяли курс на город Эрбиль. Пилоты по радиосвязи сообщили об убытии, маршруте полёта и пункте назначения, оператор наведения Халкли подтвердил принятие этого сообщения. Затем Халкли на своём экране индикатора РЛС снова отметил взлетевшие объекты символами «свой вертолёт» и уведомил капитана Ванга о передвижении вертолётной группы. Выставленные метки также отображались на экранах Ванга, Трейси и майора Дуга Мартина. Последний был представителем командования воздушного соединения, осуществлявший надзор за действиями экипажа самолёта АВАКС. Среди пассажиров «Чёрных ястребов» были командир координационного центра полковник Армии США Джерри Томпсон и его заместитель полковник Ричард Малхерн. В Эрбиле, а затем в Салах-эд-Дине Томпсон планировал лично представить своего заместителя двум известным курдским лидерам Масуду Барзани и Джалялю Талабани, а также представителям ООН.
В 10:12 вертолёты вошли в горную местность и их отражённый радиолокационный сигнал пропал с экранов РЛС E-3 Sentry. Офицер воздушного наблюдения Диердре Белл заметил исчезновение меток системы опознавания «свой-чужой» и отправил электронный сигнал «внимание стрелка» на экран Джима Ванга. Капитан не предпринял никаких действий, и через минуту индикатор погас автоматически.

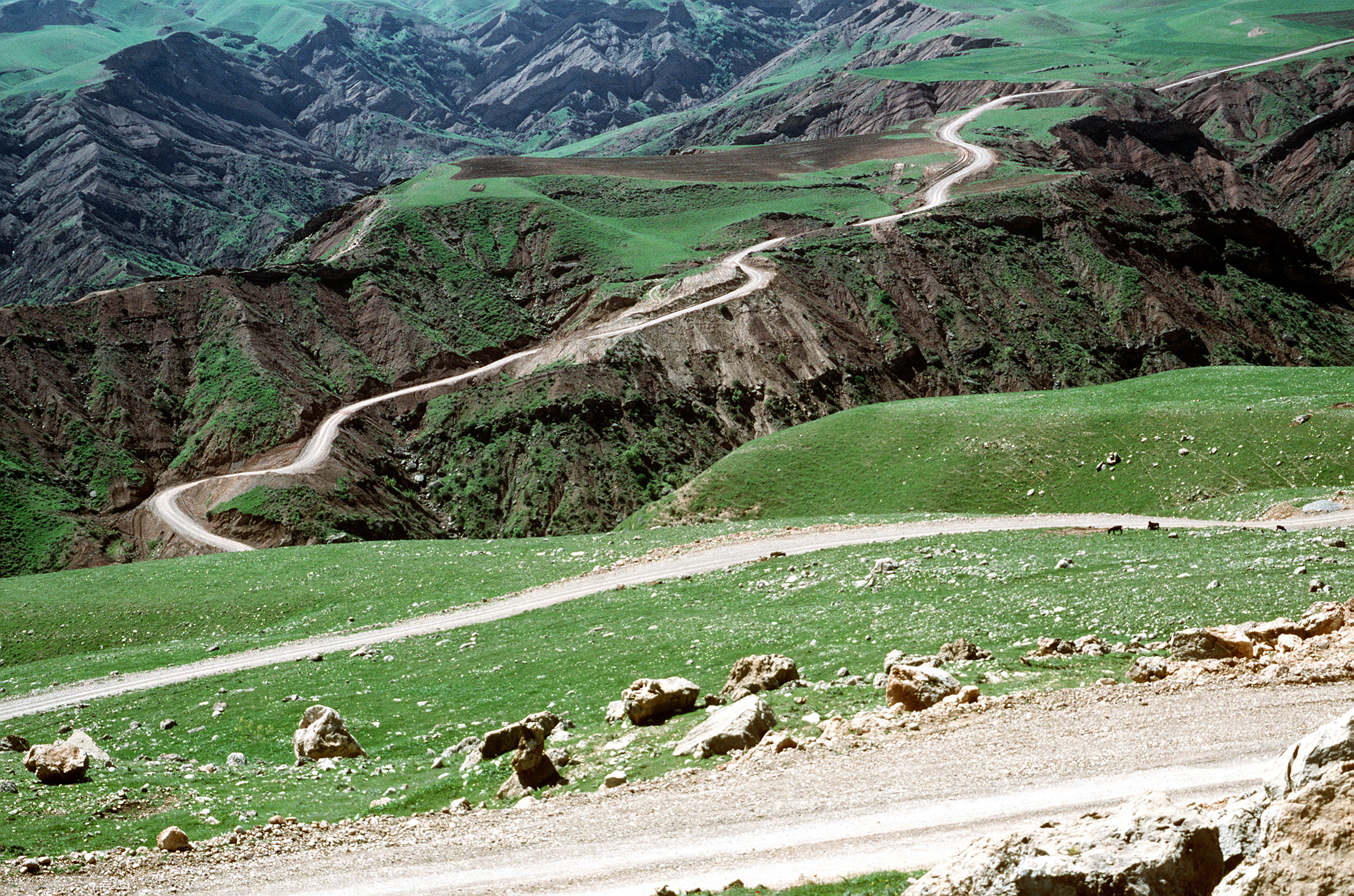
Горная местность на севере Ирака

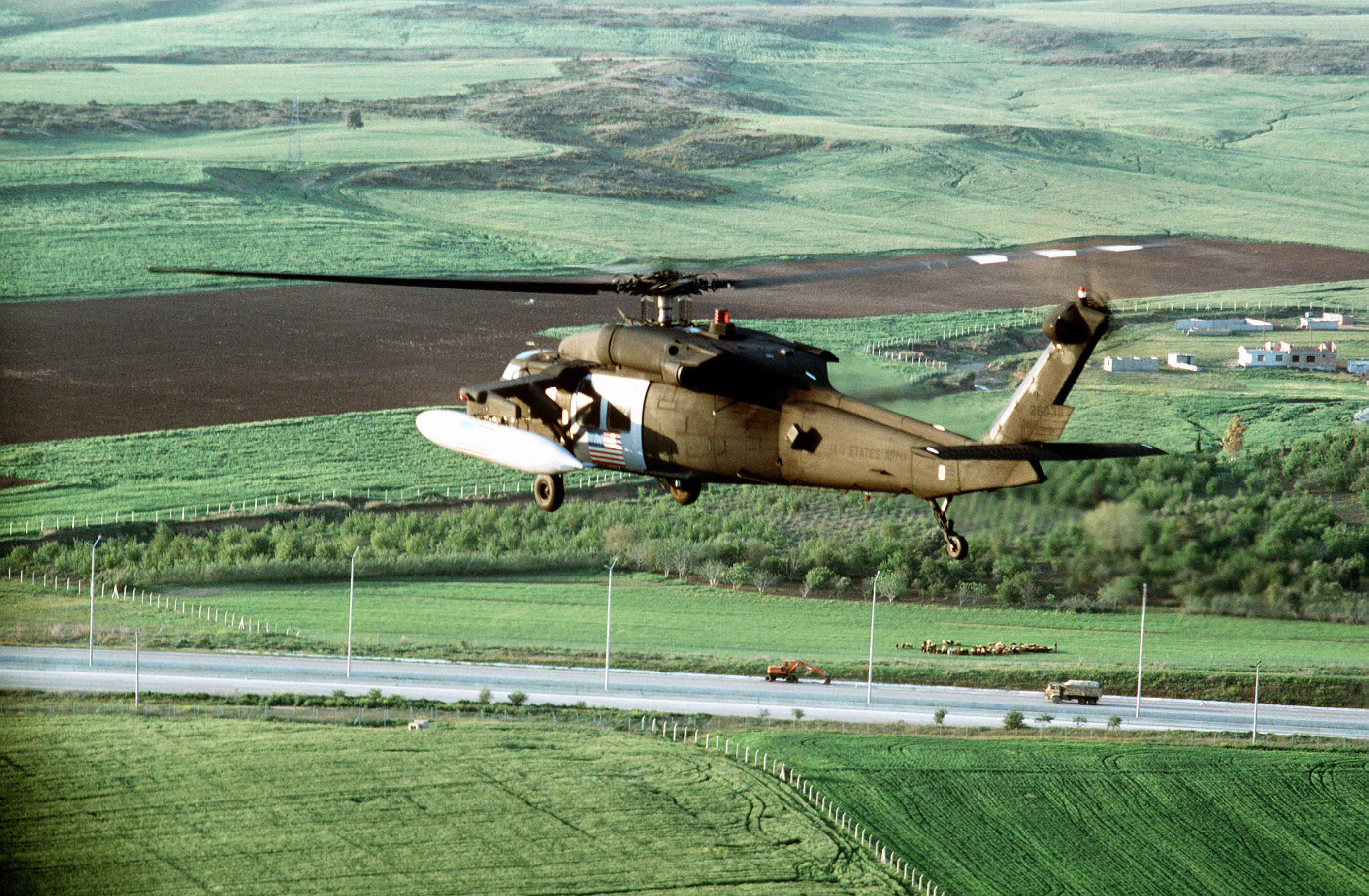
Вертолёт Black Hawk. Вид сзади

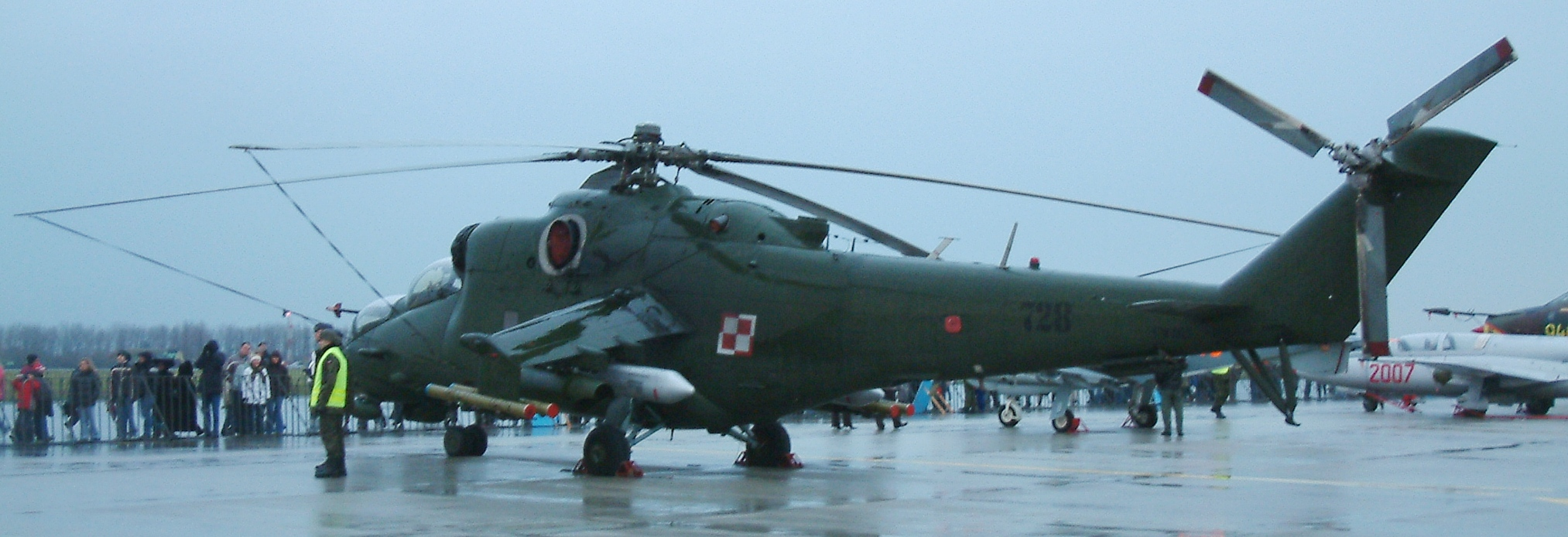
Вертолёт Ми-24. Вид сзади

В 09:35 два истребителя ВВС США F-15C из 53-й истребительной эскадрильи, пилотируемые капитаном Эриком Уиксоном и подполковником Рэнди Мэем, взлетели с авиабазы Инджирлик. Их задачей было патрулирование, поиск и уничтожение вражеских воздушных целей, вторгшихся в бесполётную зону. В приказе о задачах авиации (англ. Air tasking order), который должен содержать подробные сведения о всех запланированных полётах и с которым должны были ознакомиться пилоты перед взлётом, было указано о планируемом задействовании вертолётов Армии США Black Hawk в тот день в районе тактической зоны ответственности. Однако не была предоставлена информация о времени взлёта, маршруте и продолжительности полёта этой техники. В 10:15 Уиксон по радиосвязи спросил у офицера Мартина, есть ли какая-либо дополнительная информация о воздушной обстановке, на что тот ответил отрицательно.
В 10:20 Уиксон сообщает о входе истребителей F-15 в воздушное пространство Северного Ирака оператору АВАКС Рики Уилсону, ответственного за воздушное движение внутри бесполётной зоны. Частота радиообмена для тактической зоны ответственности, которую использовали F-15, отличалась от частоты, используемой для связи пилотами «Чёрных ястребов». Однако Уилсон прослушивал обе частоты и сопровождал метки вертолётов на своём экране РЛС вплоть до их исчезновения в 10:12. Уилсон и другие члены экипажа АВАКС, многие из которых вели радиочастотный мониторинг, не информировали пилотов F-15 о нахождении в бесполётной зоне двух вертолётов Black Hawk. В 10:21 Уилсон, полагая, что «Чёрные ястребы» снова приземлились, попросил Ванга выключить отображение символов «свой вертолёт» с экранов РЛС. Ванг сделал это. Находящийся на борту E-3 с целью содействия и контроля действий экипажа инструктор капитан Марк Кэти, в 10:00 ушёл в заднюю часть самолёта, чтобы вздремнуть.
В 10:22 Уиксон, пилотируя истребитель на высоте 8230 метров, сообщил об обнаружении бортовым радаром низковысотной и малоскоростной цели на удалении 64 км от его позиции. Рики Уилсон на этот доклад ответил «там всё чисто», имея в виду то, что он не имеет радиолокационных сведений о нахождении в этом районе посторонних воздушных целей. Неопознанные пилотами F-15 воздушные суда являлись двумя вертолётами Армии США UH-60 Black Hawk. Вопреки стандартным требованиям, ни Трейси, ни Ванг в этот момент не потребовали от членов экипажа попыток идентификации объектов, зафиксированных радарами F-15.
Пилоты F-15 произвели запросы целей с бортовых систем радиолокационного опознавания «свой-чужой» по режимам I и IV. Система не получила правильного ответного кода ни по одному из режимов. После этого истребители решили идти на перехват неопознанных целей. Периодически ответные сигналы по первому и второму режимам от вертолётов принимались на борту самолёта АВАКС. Метки «дружественный вертолёт» вновь появились на индикаторах РЛС. В 10:25 Уилсон сообщил пилотам F-15 об установлении радиолокационного контакта с объектами из данного района. Однако ни один из операторов АВАКС не донёс до лётчиков информацию о том, что они сопровождают, вероятно, дружественные воздушные цели.
Тем временем истребители вступили в визуальный контакт с вертолётами. «Чёрные ястребы» летели со скоростью 240 км/ч на высоте 60 метров над землей. F-15 капитана Уиксона пролетел на скорости 830 км/ч на 150 метров выше и в 300 метрах левее вертолётов. Своими манёврами лётчики нарушили одно из правил применения вооружённых сил в зоне проведения операции «Утешение», которое запрещает полёты истребителей ниже 3000 метров над землёй. В 10:28 Уиксон доложил, что «наблюдает две Лани». «Лань» (англ. Hind) — кодовое обозначение НАТО ударного вертолёта Ми-24, стоящего на вооружении Ирака и Сирии. Ми-24 оснащен двумя небольшими крыльями, на которых может нести вооружение. Оператор Уилсон отреагировал: «Вас понял, Лани»,— а затем спросил Ванга: «Сэр, вы слышите это?». Ванг ответил: «Да», — но не предпринял никаких дальнейших действий.
Пилот второго F-15 Рэнди Мэй также пролетел вблизи вертолётов и сообщил по связи: «Наблюдаю два». Позже Мэй заявил комиссии по расследованию авиационных происшествий, что в своём сообщении имел в виду лишь то, что он видел два вертолёта, но не идентифицировал их как Ми-24. Пилоты истребителей не были проинформированы о том, что в операции задействованы вертолёты UH-60 Black Hawk с подвесными топливными баками, установленными на крыльях. Не были они также ознакомлены со схемами окраски вертолётов Вооружённых сил Ирака. Светлая желтовато-коричневая окраска иракских вертолётов сильно отличается от тёмно-зелёного цвета, используемого в схеме окраски «Чёрных ястребов». Уиксон позже заявил: «Я не сомневался, когда смотрел на него, что это был Hind… Мысль о Black Hawk даже не приходила мне в голову».
После проходов возле вертолётов Уиксон и Мэй стали кружить примерно в 16 км от них. Так как иностранная авиация иногда работает без предупреждения в северной части Ирака, правила применения вооружённых сил в зоне проведения операции «Утешение» требовали от пилотов F-15 проверить государственную принадлежность этих вертолётов. Но вместо этого в 10:28 Уиксон уведомил АВАКС о начале боевой атаки на цели. В 10:30 он произвёл пуск ракеты AIM-120 на догонном курсе по одному вертолёту на удалении 10 км. Ракета поразила и уничтожила ведомый вертолёт семь секунд спустя. В ответ на это ведущий Black Hawk, пилотируемый Патриком Маккенной, резко повернул налево и нырнул вниз, надеясь уклониться от неожиданного нападения. Примерно через 20 секунд Мэй выпустил ракету AIM-9 по второму вертолёту на удалении 2,8 км. Поражённый борт рухнул в 2 км к северо-востоку от своего ведущего. Все 26 человек, находившиеся в двух вертолётах, погибли.

## Расследование ВВС США
Около 13:15 по местному времени местные жители оповестили координационный центр операции о том, что они стали свидетелями крушений двух вертолётов в 64 км к северу от Эрбиля и что там никто не выжил. Новость была быстро подхвачена СМИ и стала транслироваться по CNN.
В течение нескольких часов президент США был проинформирован о произошедшей катастрофе. Билл Клинтон созвонился с главами Великобритании и Франции — Джоном Мейджором и Франсуа Миттераном, чтобы выразить сожаление и сочувствие в связи с гибелью граждан в инциденте. Спустя несколько часов Клинтон выступил на телевизионной пресс-конференции, на которой заявил, что поручает заняться расследованием катастрофы Министерству обороны США. Клинтон также сказал: «Когда мы получим дополнительную информацию, то сделаем её доступной для американского народа и народа Великобритании, Франции и Турции, а также для наших партнёров по операции „Утешение“».

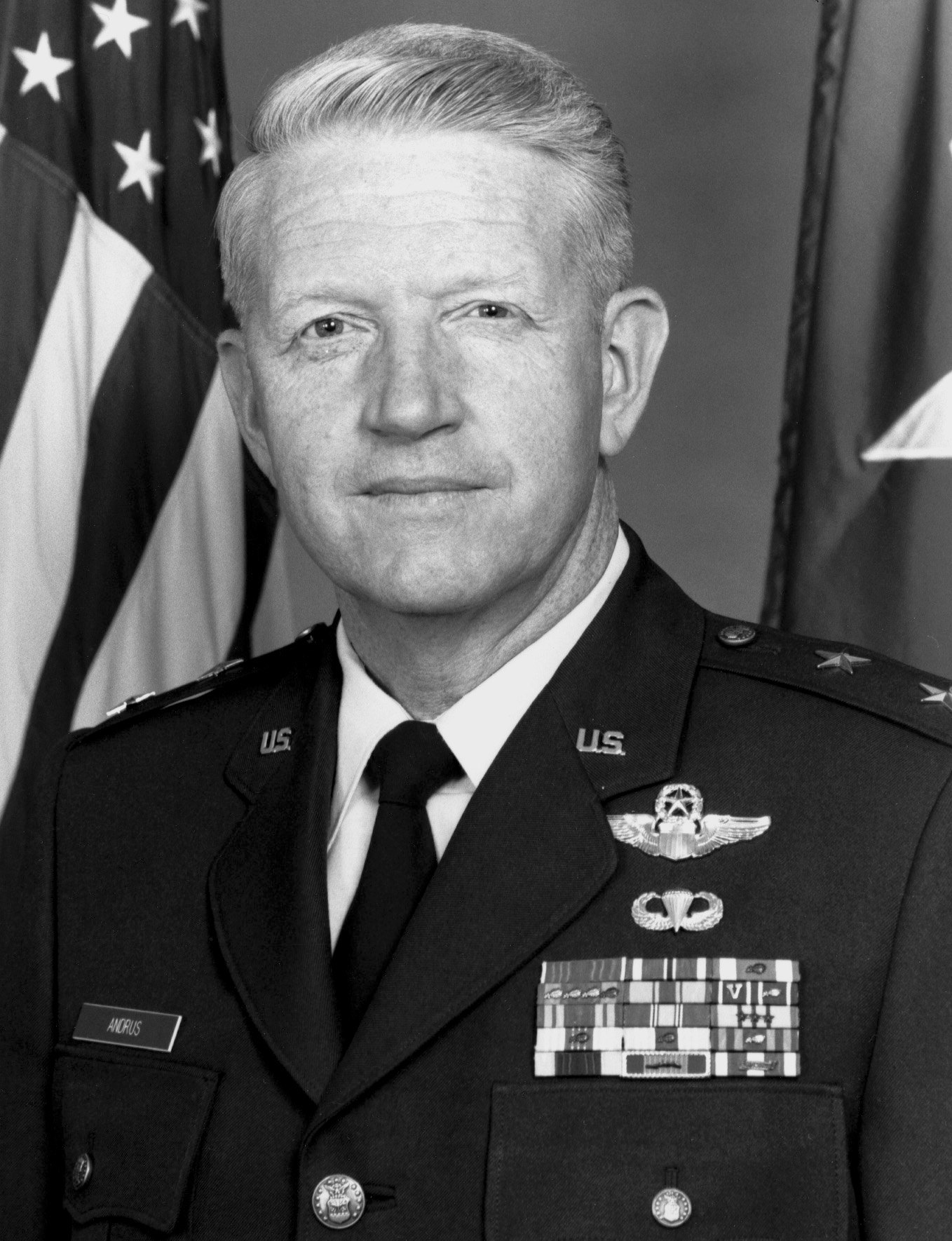
Генерал-майор ВВС США Джеймс Андрус

Командующий ВВС США в Европе генерал Роберт Оукс сформировал комиссию по расследованию катастрофы в составе председателя и одиннадцати членов комиссии, представляющих Военно-воздушные силы и Сухопутные войска США, трёх ассоциированных членов — представителей Франции, Турции и Великобритании, четырёх советников по правовым вопросам и тринадцати технических консультантов. Главой комиссии был назначен генерал-майор ВВС Джеймс Андрус. Результаты расследования комиссии должны были свободно публиковаться, а показания свидетелей могли быть использованы против них в ходе военно-дисциплинарного разбирательства. По этой причине после серьёзных авиационных происшествий ВВС США, как правило, проводят отдельное расследование, результаты которого не оглашаются, а свидетели, дающие показания, защищены от наказания. Однако в этот раз по неизвестным причинам ВВС США решили не проводить такое расследование.
В ходе следствия было опрошено 137 свидетелей и проведены многочисленные экспертизы. 13 июля 1994 года комиссия по расследованию опубликовала 3630-страничный отчёт. Было сформулировано семь основных причин, повлекших катастрофу:
1. Пилоты Эрик Уиксон и Рэнди Мэй неверно определили тип вертолётов и их государственную принадлежность.
2. Ответчики системы опознавания «свой-чужой» на F-15 и/или на UH-60 работали некорректно по неизвестным причинам.
3. В вооружённых силах операции «Утешение» существовало непонимание того, как порядок действий и обязанности при проведении коалиционных воздушных операций применяются к вертолётным операциям военного координационного центра.
4. Командир экипажа самолёта АВАКС Лоуренс Трейси не следовал установленным инструкциям ВВС, что повлекло к неправильным действиям членов экипажа.
5. Личный состав, задействованный в проведении операции, не был должным образом ознакомлен с правилами ведения боевых действий в бесполётной зоне.
6. Вертолёты UH-60 Black Hawk не были оснащены радиостанциями, которые позволили бы им связаться с пилотами F-15.
7. Катастрофа была вызвана «цепочкой событий, которые начались с нарушения чёткого руководства Смешанной оперативной группы операции „Утешение“ своими подчинёнными подразделениями».

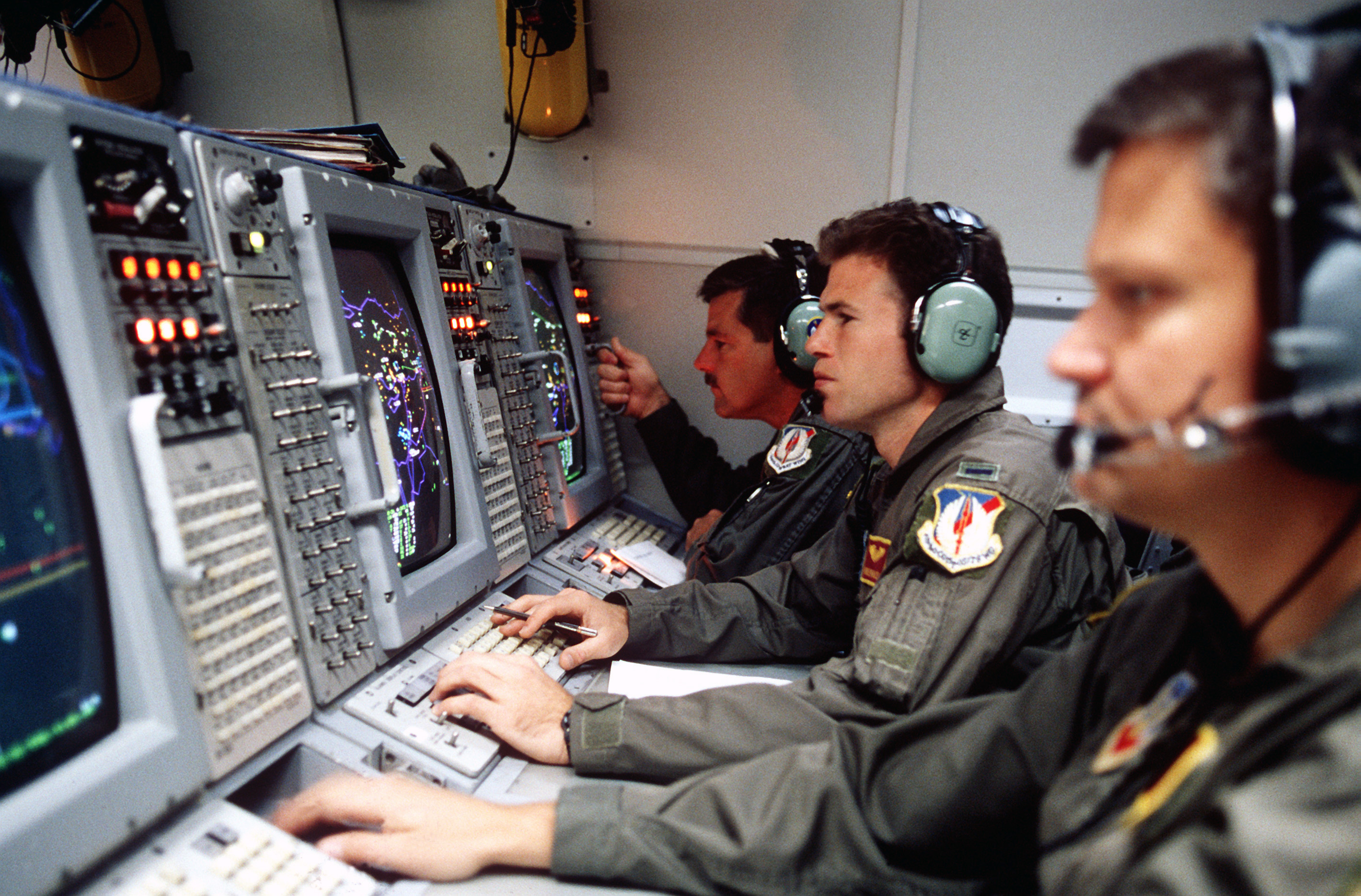
Члены экипажа АВАКС на своих рабочих местах

В отчёте комиссии отмечалось: «Не установлено, что во время перехвата старший офицер боевого управления системы АВАКС (Д. Ванг), командир экипажа (Л. Трейси) или представитель командования воздушного соединения (Д. Мартин) давали какие-либо указания членам экипажа или пилотам F-15». Хотя правила применения вооружённых сил в зоне проведения операции «Утешение» предписывали экипажу АВАКС производить наблюдение и контроль за передвижениями вертолётов в этой области, комиссия пришла к выводу о том, что члены экипажа самолёта АВАКС считали, что у них не было ответственности за сопровождение вертолётов UH-60 Black Hawk или оповещение других самолётов коалиции о нахождении в бесполётной зоне этих бортов. Когда следователи поинтересовались у Лоуренса Трейси о том, кто, по его мнению, должен был нести ответственность за отслеживание вертолётов, он сказал: «Я не могу ответить вам на этот вопрос. Я, честно говоря, не знаю». Джим Ванг на тот же самый вопрос ответил: «Никто не несёт». Когда следователи спросили Дуга Мартина о том, какие действия он предпринял, когда истребители F-15 сообщили о визуальном контакте с двумя вертолётами Ми-24, он сказал: «Я ничего не сделал».

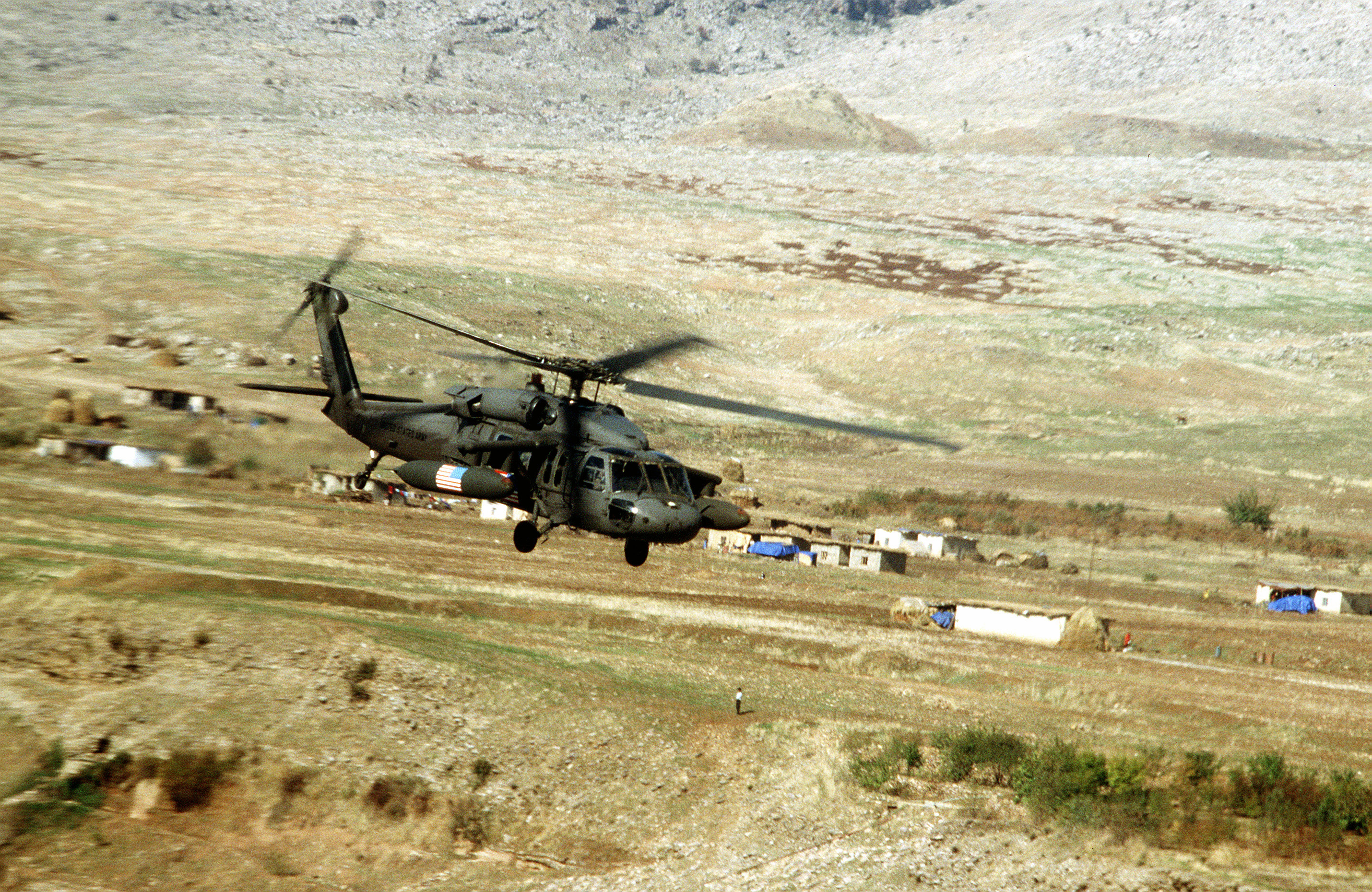
Вертолёт UH-60 Black Hawk пролетает над маленькой деревней в Курдской зоне безопасности на севере Ирака в ходе операции «Утешение»

Комиссия пришла к выводу, что командование объединёнными вооружёнными силами в лице Пилкингтона, Эмери, Ричардсона и других должностных лиц ВВС США, не смогло обеспечить слаженность участия вертолётов в общей воздушной операции на территории бесполётной зоны. Персонал командования оперативного соединения под руководством полковника Джеймса О’Брайена не пытался согласовать боевые задачи «Чёрных ястребов» с программой полётов авиации (англ. Air tasking order) в этот день. О программе полётов вертолётов не были оповещёны ВВС объединённых вооружённых сил. Командир координационного центра Джерри Томпсон в ночь на 13 апреля лично звонил О’Брайену, чтобы сообщить ему о завтрашних полётах вертолётов. Однако, по всей видимости, О’Брайен или его сотрудники не пытались донести детали предстоящих вылетов ни до экипажа самолёта АВАКС, ни до руководителя полётов.
По невыясненным причинам на 14 апреля было издано два варианта приказа о задачах авиации. Первый был отправлен для базы ВВС в Инджирлике, а второй — для Пиринчлика. Второй содержал неправильный (так же по неизвестным причинам) код режима I системы «свой-чужой» для пребывания в бесполётной зоне (так называемой тактической зоне ответственности). Несмотря на то, что ответчики обоих вертолётов Black Hawk выдавали в дальнейшем неправильный код Режима I, экипаж самолёта АВАКС не сообщил об этом их пилотам. В день катастрофы истребители F-15 запрашивали о принадлежности вертолётов по двум различным кодированным сигналам (режим I и режим IV). Система по режиму I не получила подтверждения о «дружественности» из-за неправильного ответного сигнала от вертолётов. Режим IV сработал также отрицательно по техническим причинам, которые расследование не смогло окончательно определить.

### Судебные процессы и наказания виновных

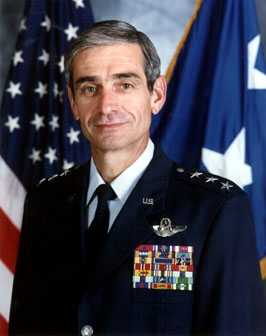
Юджин Сантарелли

8 сентября 1994 года Министерство обороны объявило о действиях, которые будут предприняты в результате выводов следствия. Пилот F-15 Рэнди Мэй был обвинён в убийстве по неосторожности по 26 пунктам. Дугу Мартину, Лоуренсу Трейси, Джиму Вангу, Джозефу Халкли и Рики Уилсону были предъявлены обвинения в неисполнении своих должностных обязанностей. Все прошли процедуру предварительного слушания, предусмотренную 32-й статьёй военно-уголовного кодекса. В ходе заседания принималось решение о предъявлении обвинения. Слушание по делу Рэнди Мэя проводилось отдельно. Второму пилоту F-15 Эрику Уиксону обвинение не было предъявлено. Судя по всему, это было сделано потому, что при даче показаний он твёрдо заявлял, что был полностью уверен в том, что идентифицировал сбитые вертолёты как вражеские Ми-24. В то время как Мэй утверждал, что лично не удостоверился в типе вертолётов, однако осуществил ракетную атаку.
Мартин и Халкли отказались от прав на предварительное слушание, гарантированное статьёй 32. Их дела могли быть переданы сразу в военный трибунал или на административное разбирательство. Генерал-лейтенант ВВС США Юджин Сантарелли, командующий 17-й воздушной армией, наделил Уиксона неприкосновенностью, для того, чтобы тот смог дать показания на слушании. 19 октября 1994 года на авиабазе Тинкер началось слушание по существу с участием членов экипажа самолёта АВАКС под председательством полковника Уильяма Колвелла; суд созвал командующий 8-й воздушной армией Стивен Крокер, осуществлявший правовую юрисдикцию процесса. 7 ноября 1994 года состоялось первое закрытое заседание по делу Рэнди Мэя под председательством полковника Эдварда Старра; Сантарелли осуществлял правовую юрисдикцию процесса. Пилкингтон, Эмери, Ричардсон и О’Брайен отказались давать свидетельские показания на слушаниях.

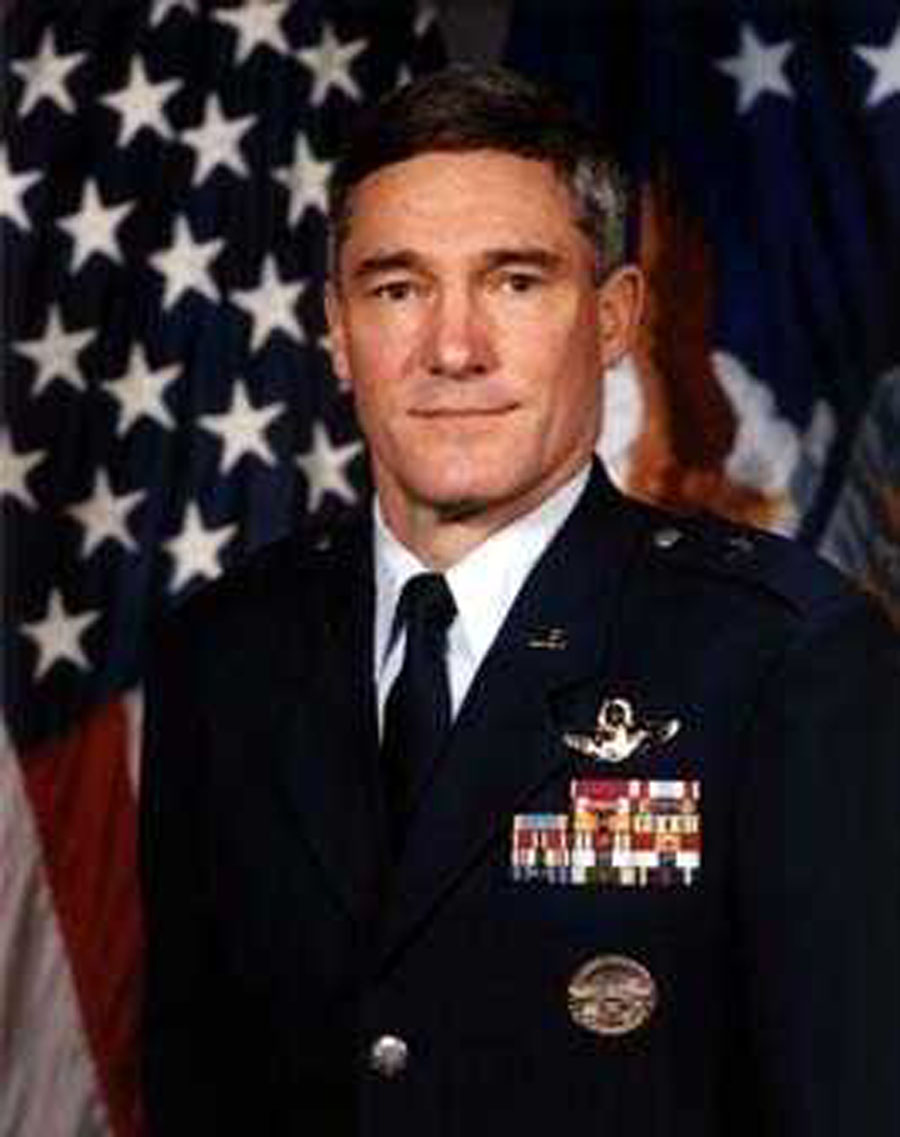
Кертис Эмери

17 ноября 1994 года стало известно, что по рекомендации Уильяма Колвелла генерал-лейтенант Стивен Крокер принял решение отклонить обвинения против членов экипажа АВАКС и проводить разбирательство о неисполнении должностных обязанностей во внесудебном административном порядке. Однако дело Джима Ванга было решено передать на рассмотрение военного трибунала.
На судебном слушании Рэнди Мэй изменил свои показания от тех, которые он давал комиссии по расследованию катастрофы. Он заявил, что всё же уверенно определил вертолёты как иракские Ми-24. Эдвард Старр нашёл свидетельство Мэя правдоподобным и рекомендовал снять с него обвинения. 27 декабря 1994 года стало известно, что с Мэя были сняты обвинения, а в отношении всех остальных не будут применены меры уголовной ответственности. Отстранённым от воздушных полётов Мэю и Уиксону в январе 1995 года позволили вернуться к службе.
Позже ВВС США объявило о мерах дисциплинарного наказания, которые должны были быть применены к виновным в уничтожении двух вертолётов. Пилкингтон, Эмери и Ричардсон получили предупреждение о неполном служебном соответствии. Мартин, Мэй, О’Брайен, Трейси, Уиксон, Уилсон и Халкли — выговор. Джеффри Пилкингтон был снят с поста командующего вооружёнными силами операции «Утешение» и был переведён на авиабазу Рамштайн командиром 86-го авиакрыла воздушных перевозок. О’Брайен и Эмери были переведены на штабные должности в Пентагоне. Начальник оперативного управления ВВС Дуглас Ричардсон перешёл на службу в Верховное главнокомандование ОВС НАТО в Европе.

### Военный суд над Джимом Вангом

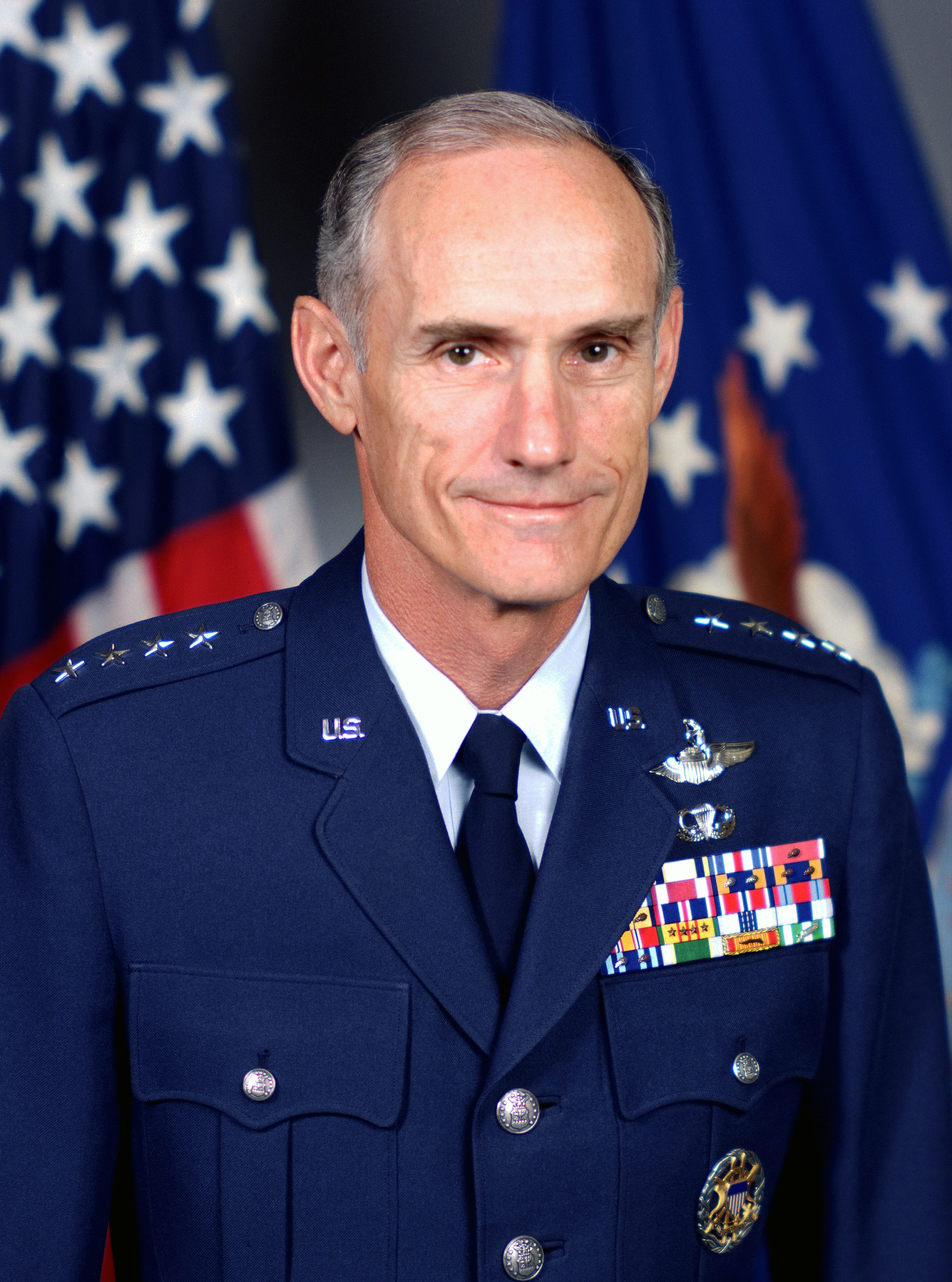
Меррил Макпик

Судебный процесс над Джимом Вангом начался 2 июня 1995 года на авиабазе Тинкер. Ванга судили по трём пунктам статьи о неисполнение должностным лицом своих служебных обязанностей. В качестве свидетелей выступили почти все, кто имел отношение к катастрофе, в том числе члены экипажа АВАКС, Пилкингтон и Уиксон.
В ходе судебного разбирательства были представлены доказательства того, что у Ванга была нарколепсия во время его вылетов в составе команды самолёта АВАКС. Он страдал дневными приступами непреодолимой сонливости и внезапного засыпания.
Джеффри Пилкингтон большую часть ответственности за катастрофу возложил на пилотов истребителей. На суде он заявил, что будучи командующим операцией часто сталкивался с нарушениями правил полётов и отсутствием благоразумия у некоторых членов лётного состава авиации ВВС США. На просьбу прокомментировать действия пилотов F-15, приведшие к уничтожению вертолётов, Пилкингтон сказал: «Я не понимаю и, вероятно, никогда не смогу понять ход мыслей Уиксона в той ситуации». По мнению Пилкингтона, пилоты грубо нарушили правила применения вооружённых сил в зоне проведения операции «Утешение». Члены самолёта АВАКС в своих показаниях также добавили, что с того момента, как Уиксон и Мэй идентифицировали вертолёты как вражеские, «вся ответственность за катастрофу перешла на пилотов истребителей».
Адвокат Джима Ванга Фрэнк Спиннер обратил внимание суда на возможное давление со стороны начальника штаба воздушных сил США Меррилла Макпика на ход расследования. Бывший лётчик-истребитель, по словам Спиннера, чётко дал понять, что не хочет, чтобы Уиксона и Мэя наказывали за совершённое ими уничтожение вертолётов. В качестве доказательства адвокат привёл цитату в опубликованной газете, где Макпик заявил, что «категорически против» военного суда над Уиксоном и Мэем.
20 июня 1995 года Военно-воздушные силы США объявили о принятии нуллифицирующего вердикта военным трибуналом из 10 членов, судившим Ванга, по существу оправдав последнего по всем пунктам обвинения. Нуллификация — это не признание невиновности, а отказ вынести осуждающий приговор по предъявленным обвинениям. После вынесения вердикта Ванг заявил: «Для меня борьба не окончена. Я хочу добиться слушаний в Конгрессе или дополнительного расследования того, почему только я единственный оказался на скамье подсудимых». Министр военно-воздушных сил США Шейла Уиднолл так охарактеризовала причины катастрофы:

Вертолёты Black Hawk были сбиты в результате трагической серии ошибок и неудачных действий множества людей. Несчастье произошло не по вине какого-либо конкретного человека. Этому способствовали сложившаяся система и руководство в лице многих офицеров.
Оригинальный текст (англ.)The Black Hawk helicopters were downed as a result of a tragic series of errors and unfortunate events involving numerous people. The mishap was not the result of any one individual's actions; the conduct of numerous officers and the system itself contributed.

## Дополнительное расследование

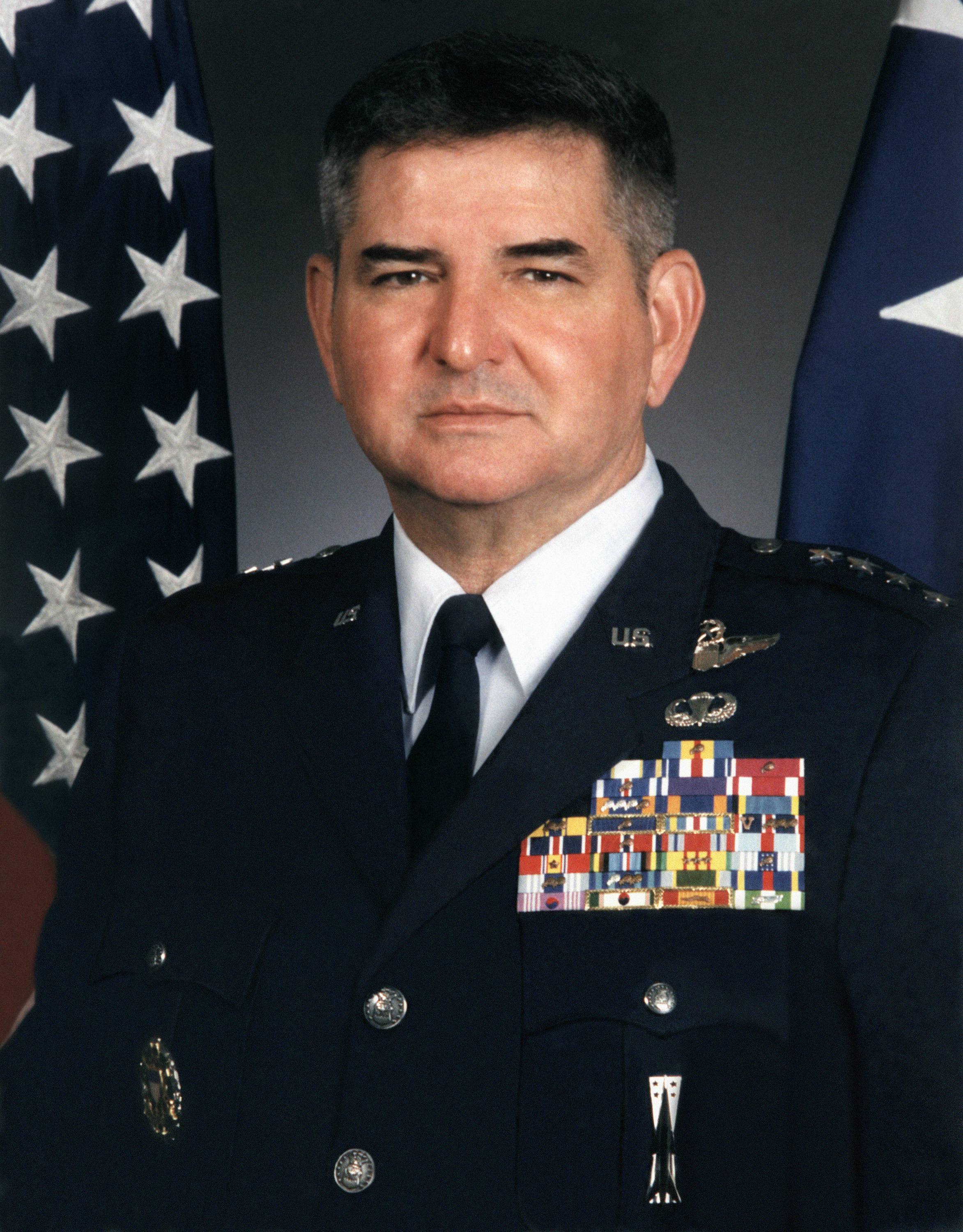
Рональд Фоглиман

17 июля 1995 года председатель постоянного подкомитета Сената США по расследованиям Уильям Рот санкционировал сенатское расследование инцидента в ответ на жалобы членов семей погибших. Их не устраивало, что военные, виновные в катастрофе, не понесли серьёзной ответственности. Кроме того, подкомитет по личному составу вооруженных сил Палаты представителей США назначил слушание на 3 августа 1995 года, на котором планировалось исследовать разбирательство происшествия, проведённое Военно-воздушными силами, а также проанализировать судебные действия. 24 июля 1995 года Министерство обороны приказало пересмотреть дисциплинарные и административные меры наказания для военных, виновных в инциденте. Новый начальник штаба воздушных сил США Рональд Фоглиман взял дело под личный контроль.
3 августа на слушании выступили Джеймс Андрус и Джеффри Пилкингтон с докладом о том, как проводилось расследование катастрофы. Они, в частности, подчеркнули тот факт, что пилоты Уиксон и Мэй нарушили правила применения вооружённых сил в зоне проведения операции «Утешение». F-15 вступили в визуальный контакт с вертолётами, совершив пролёты на сверхнизкой высоте, когда правила запрещали полёты истребителей ниже 3000 метров над землёй. Кроме того, по их мнению, одного пролёта было явно недостаточно для определения государственной принадлежности вертолётов. Андрус заявил: «Если бы я был на месте пилота, я бы сделал ещё один пролёт. Недопустимо открывать огонь по неопознанной цели».
10 августа 1995 года Фоглиман выступил на пресс-конференции в Пентагоне, на которой он привёл свои оценочные выводы об ответственности личного состава ВВС США за произошедший инцидент. Он отметил, что в ходе своего расследования обнаружил, что не все офицеры, причастные к инциденту, получили административные взыскания. По указанию Фоглимана Уиксон, Мэй, Ванг, Халкли и Уилсон были отстранены от лётной работы как минимум на 3 года. Также Фоглман составил характеристики на Уиксона, Халкли, Уилсона и Эмери в их личных делах. В них значилось, что все они «не соответствовали стандартам ВВС США по профессиональным знаниям, командирским качествам и умению принимать правильные решения». Джеймс О’Брайен был лишён военной награды за участие в операции «Утешение». Фоглман заявил, что доволен работой системы военного правосудия.

### Расследование Сената США
Сенатское расследование во главе с Эриком Торсоном началось в сентябре 1995 года и длилось больше года. Позже Торсон высказал своё мнение о проведённом ВВС США следствии и судебных решениях. По его словам, всё было проведено таким образом, чтобы избавить Уиксона и Мэя от серьёзного наказания. Торсон отметил, что председатель судебного слушания Эдвард Старр принял во внимание недостоверные и вводящие в заблуждение показания офицеров ВВС, в частности, Даллагера и Сантарелли. А в действиях некоторых членов экипажа АВАКС Торсон усмотрел некомпетентность и небрежность.
В процессе своего расследования сенатская комиссия столкнулась с нежеланием Министерства обороны США содействовать ходу разбирательства. Так, несколько раз были отклонены запросы комиссии о вызове для дачи показаний свидетелей Сантарелли, Старра, Даллагера и Мэнгина.
В январе 1997 года председатель постоянного подкомитета Сената по расследованиям Фред Томпсон, сменивший на этом посту Уильяма Рота, прекратил сенатское расследование катастрофы вертолётов. Отчёт комиссии не был обнародован.

### Расследование Счётной палаты США
В сентябре 1995 года комитет Палаты представителей по национальной безопасности попросил Счётную палату США провести собственное расследование инцидента. Счётная палата должна была определить, было ли расследование происшествия со стороны ВВС США объективным, были ли соблюдены процессуальные нормы военного права при расследовании и было ли давление со стороны Министерства обороны или ВВС на ход расследования.
12 ноября 1997 года Счётная палата опубликовала отчёт по расследованию катастрофы. Следствие установило, что расследование катастрофы со стороны ВВС производилось должным образом и достигло поставленных целей. В отчёте было отмечено, что комиссия ВВС не отразила должным образом в своём докладе факт отсутствия общей дисциплины среди экипажей F-15, участвующих в операции «Утешение». Так, были обнаружены доказательства соперничества между пилотами истребителей F-16 и F-15. Дело в том, что с конца Войны в Персидском заливе в небе Ирака и Боснии все воздушные победы над авиацией противника одерживались исключительно пилотами F-16. Джеффри Пилкингтон выразил предположение, что поспешность принятия решения об уничтожении вертолётов пилотами F-15 отчасти была обусловлена тем, что в бесполётную зону в скором времени должны были войти два истребителя F-16, и если бы пилоты F-15 соблюдали субординацию, скорость принятия решения была бы значительно замедлена, и тем самым шансы пилотов F-15 на успешную атаку были бы сведены к нулю.
Также расследование Счётной палаты выявило недостаточную подготовку лётчиков навыкам идентификации в воздухе вертолётов. Обучение проводилось путём анализа слайдов на проекторе. Изображения вертолётов составляли около 5 % от всех слайдов. Кроме того, почти все фотографии с вертолётами были сняты с земли. В беседе со следователями пилоты F-15 признавались, что не считали навыки опознавания вертолётов важными, так как не рассматривали их угрозой для себя в воздушном бою.
Счётная палата не обнаружила никаких доказательств незаконного оказания давления на следствие и правосудие со стороны должностных лиц из Военно-воздушных сил США. Однако отметила, что она не смогла получить полное подтверждение этого вывода, потому что Министерство обороны отклонило запрос о вызове для дачи показаний ключевых должностных лиц ВВС Сантарелли, Старра, Даллагера и Мэнгина.

## Компенсации
26 августа 1994 года Министерство обороны США объявило, что выплатит по 100 000 долларов в качестве компенсации семьям погибших иностранных гражданских лиц. В это же самое время правительство США, ссылаясь на прецедент судебных слушаний 1950 года, в которых Верховный суд постановил, что Соединённые Штаты не несут ответственности за вред, причинённый военнослужащим в результате халатности других военнослужащих, решило не предлагать компенсации семьям погибших военнослужащих США. Так или иначе, это был первый случай, когда США предложили компенсацию жертвам дружественного огня.
В 1998 году по инициативе конгрессмена Ламара Смита состоялись слушания по вопросу выдачи компенсаций членам семей военнослужащих. В ноябре 1999 года Конгресс США принял закон, разрешающий выплату компенсаций семьям американских солдат, погибших в результате катастрофы вертолётов UH-60 Black Hawk.

## Последствия

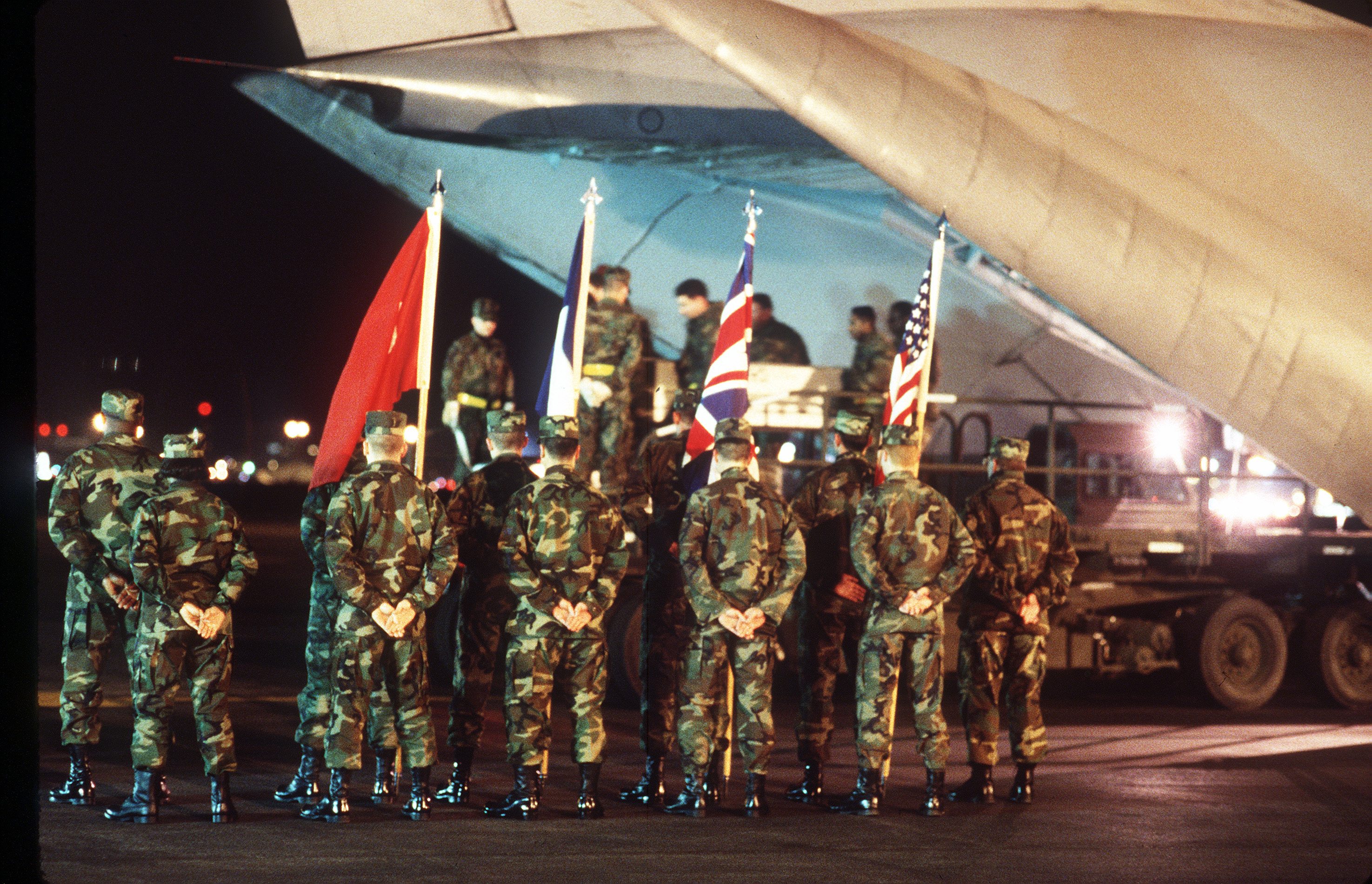
Транспортировка останков 26 жертв катастрофы в центральный морг Армии США, Франкфурт, 15 апреля 1994 года

Через пять дней после инцидента ВВС США официально начали включать вертолёты в расписание боевых заданий авиации во время операции «Provide Comfort», а также скорректировали код системы радиолокационного опознавания «свой-чужой». Операция «Утешение» официально завершилась 31 декабря 1996 года. За шесть лет работы участники коалиции сделали в общей сложности 62 000 вылетов. Инцидент с крушениями вертолётов стал единственной серьёзной аварией, которая произошла во время операции.
Пилоты F-15 Эрик Уиксон и Рэнди Мэй ушли со службы вскоре после завершения расследования Рональда Фоглимана. Командир экипажа АВАКС Лоуренс Трейси сразу же после военного трибунала над Джимом Вангом подал в отставку. По состоянию на май 2005 года Джим Ванг всё ещё числился на службе в ВВС США в звании капитана. В интервью 2005 года Трейси заявил:

Джима (Ванга) и всех нас в первую очередь выставили в качестве козлов отпущения. Я думаю, что это было прикрытие для пилотов. Они выставили наружу свои клыки. Они хотели сбить кого-то, потому что прошли годы, с тех пор, как пилоты F-15 последний раз кого-либо сбивали в воздухе. Мы понесли ответственность за их действия.
Оригинальный текст (англ.)Jim (Wang) and all of us at first were held up as scapegoats. I think that was to cover up for the pilots. They had their fangs out. They wanted to kill something because it had been ages since an F-15 had shot anything down. We were held accountable for their actions.

Джеймс Андрус ушёл в отставку в 1995 году, Джеффри Пилкингтон в 1996 году, Кертис Эмери в 1997 году, Юджин Сантарелли в 1998 году. Все они остались в тех же званиях, кроме Эмери, который ушёл в отставку в звании бригадного генерала. Дуглас Ричардсон был повышен до бригадного генерала 1 июля 1999 года и ушёл в отставку 1 сентября 2001 года. Даллагер в июне 2000 года был назначен инспектором Академии ВВС США и получил звание генерал-лейтенанта. Продвижение Даллагера по службе подверглось критике со стороны общественности. Он ушёл в отставку 1 сентября 2003 года, но в звании генерал-майора.
В 1996 году на территории военного аэродрома армейской авиации США в Германии был сооружён памятник жертвам катастрофы. Из 26 жертв катастрофы восемь человек были из 159-го авиационного полка, базировавшегося в Гибельштадте. После закрытия аэродрома в Гибельштадте в 2006 году памятник был перенесён в Форт-Ракер, Алабама.

## Комментарии
1. ↑  Изначально планировалось задействовать для миссии четыре вертолёта, но турецкие власти разрешили полёт только двум бортам[11].
2. ↑  Для Джима Ванга этот полёт стал 60-м по счёту в ходе операции «Утешение»[17].
3. ↑  Список экипажа и пассажиров ведущего вертолёта: Патрик Маккенна (пилот), Джон Гарретт (пилот), Джеффри Колберт (бортинженер), Марк Эльнер (бортинженер), Джеральд Томпсон (командир координационного центра), Ричард Малхерн (заместитель Томпсона), Пол Барклай (боец «Зелёных беретов»), Барбара Шелл (советник Госдепартамента США), Гарри Шапленд (британский офицер), Хикмет Алп (турецкий офицер), Салид Саид (курдский представитель), Барлас Гюльтепе (турецкий офицер), Бадер Михо (курдский представитель), Ахмад Мухаммад (курдский представитель)[19]. Список экипажа и пассажиров ведомого вертолёта: Майкл Холл (пилот), Эрик Маунси (пилот), Корнелиус Басс (бортинженер), Майкл Робинсон (бортинженер), Лаура Пайпер (офицер ВВС США), Бенджамин Ходж (специалист по разведке), Рикки Робинсон (медик), Джонатан Суонн (британский офицер), Гай Деметз (французский офицер), Джейхун Сивас (турецкий офицер), Абдулсатур Араб (курдский представитель), Ганди Хусейн (курдский представитель)[20].
4. ↑  Рэнди Мэй был командиром 80-й истребительной эскадрильи ВВС США с общим налётом 3000 часов. На его счету был иракский Ми-24, сбитый им недалеко от Киркука во время Войны в Персидском заливе. Эрик Уиксон имел 1300 часов налёта, включая 700 часов на истребителе F-15. Для него этот полёт стал 18-м по счёту в ходе операции «Утешение».
5. ↑  Местный фермер Моуфик Тахсин сразу после крушения сумел запечатлеть место катастрофы на видеоплёнку[43].
6. ↑  По мнению следствия возможными причинами некорректного срабатывания режима IV могли стать: Уиксон и Мэй выбрали неправильный код запроса, оба запросчика системы «свой-чужой» истребителей дали сбой, в приёмопередающие устройства вертолётов были загружены неправильные коды запросов, близость вертолётов друг с другом и гористая местность могли «исказить» кодированные сигналы.
7. ↑  Правительство США также выплатило компенсацию местному курдскому фермеру за ущерб, причинённый его луковому полю в результате падения одного из вертолётов[92].